# Kerem Shalom
Kerem Shalom (ebraico כרם שלום, lett. Vigneti della Pace) è un kibbutz nel Consiglio regionale di Eshkol oktew che un valico di passaggio sui confini tra la striscia di Gaza, Israele e Egitto.

## Valico
Dal 20 marzo 2006, il valico di Kerem Shalom  è stato usato per portare le merci da Gaza in Egitto. I tempi per il trasferimento, di circa 45 minuti, consentono tra i 15 e 50 carichi al giorno.
L'attraversamento di Kerem Shalom è gestito dall'Autorità Aeroportuale Israeliana.

## Rapimento di Gilad Shalit
Il 25 giugno 2006 in località Kerem Shalom fu rapito un caporale,Gilad Shalit, a opera di un commando palestinese formato da 9 uomini che avevano attraversato il confine con L'Egitto entrando in Israele attraverso un tunnel. Oltre al rapimento di Shalit, in quell'azione fu ferito in modo grave un altro soldato (Ro'i Amitai), nentre altri due furono uccisi (Hanan Barak, 21 anni, e Pavel Slutzker, 20 anni).
L'attacco dei palestinesi è avvenuto in forze e dopo meticolosa preparazione. Dalla striscia di Gaza era stato infatti scavato un tunnel lungo circa 700 metri al disotto confine con Israele.
La missione di salvataggio del soldato Shalit fu condotta dalle forze armate israeliane (IDF), che entrarono nella striscia di Gaza con l'operazione Piogge estive, iniziata il 28 giugno.

## Attacco dell'aprile 2008
All'alba del 19 aprile 2008, le Brigate Ezzedin al-Qassam compirono un'operazione militare contro il valico di Kerem Shalom. Tre veicoli vi giunsero sotto la copertura di colpi di mortaio sparati dall'interno della striscia di Gaza. Una delle vetture esplose, aprendo una breccia e consentendo agli altri due veicoli di passare sul lato israeliano del confine. Qui ci fu una violenta sparatoria con l'esplosione di una seconda auto palestinese. Da tre a quattro palestinesi sarebbero deceduti, mentre tredici soldati israeliani risultarono feriti.